# Glaucopsyche lygdamus
Glaucopsyche lygdamus és una espècie de lepidòpter papilionoïdeu de la família dels licènids (Lycaenidae) originària d'Amèrica del Nord. La seva part superior és d'un blau clar en els mascles i d'un blau grisenc apagat en les femelles. La part inferior és grisa amb una sola fila de taques rodones de diferents mides segons la regió.
G. lygdamus es troba a gran part de l'oest dels Estats Units i la major part del Canadà estenent-se al nord excepte la major part de Nunavut i les illes de l'alta Àrtida. L'envergadura és de 18 a 28 mm.

## Subespècies
Llistat en ordre alfabètic:

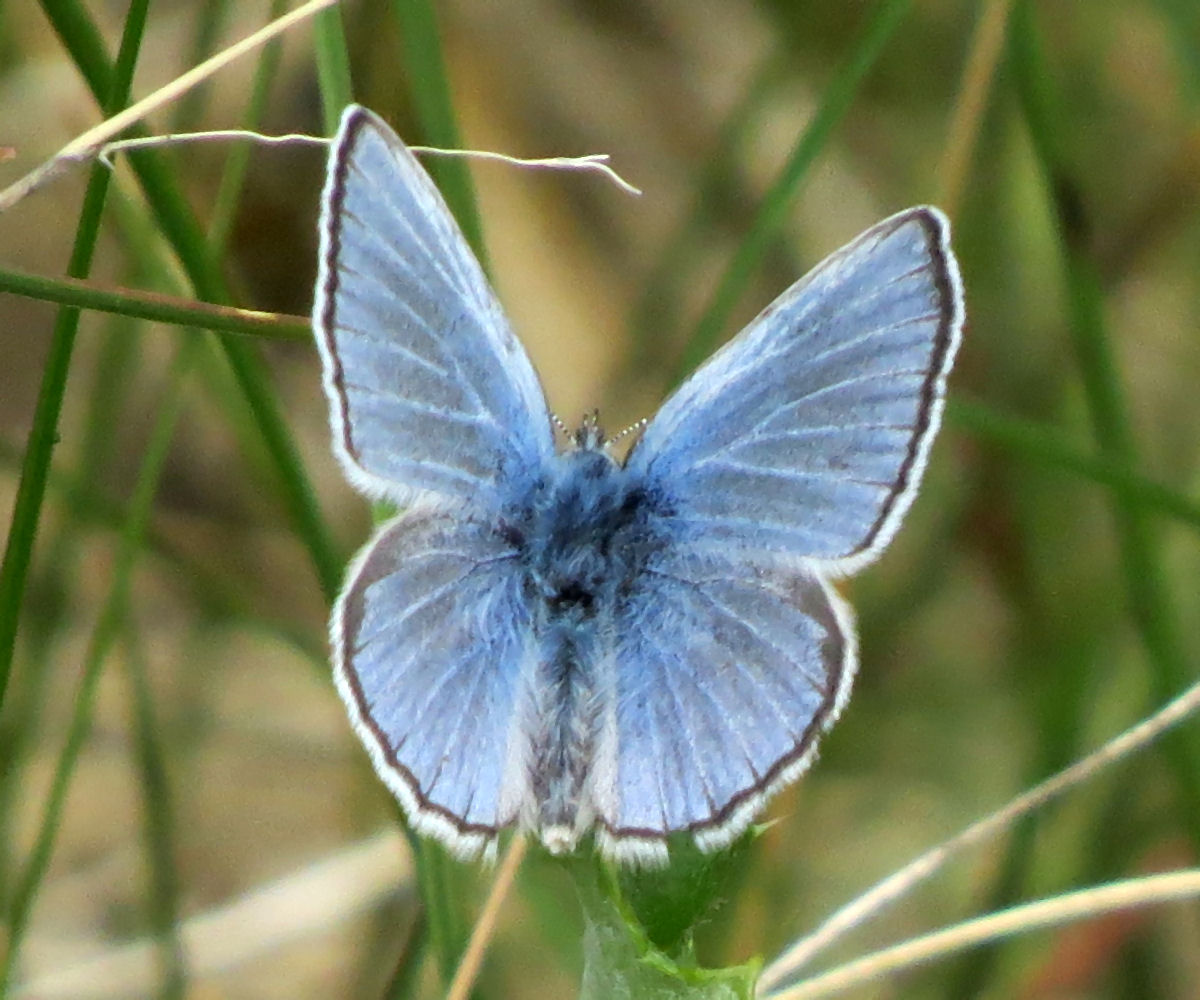
G. l. couperii sobre la garlanda comuna (Vicia cracca), Calgary, Alberta, Canadà

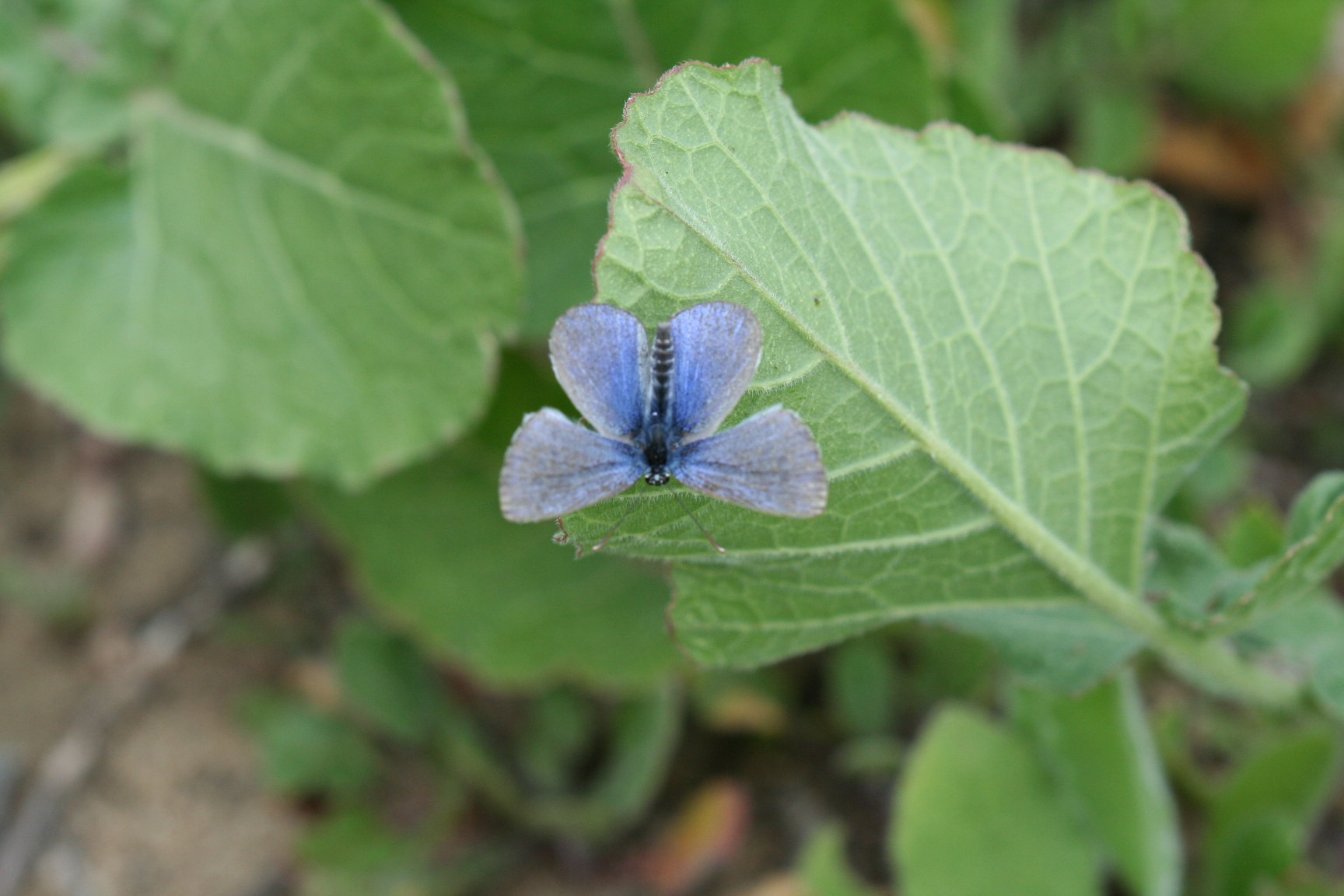
G. l. palosverdesensis

- G. l. afra (W. H. Edwards, 1884) – blava (argentada) Afra
- G. l. arizonensis McDunnough, 1934 – blava argentada d'Arizona
- G. l. australis (F. Grinnell, 1917) – blava (argentada) meridional
- G. l. columbia (Skinner, 1917) – blava de la Colúmbia o blava (argentada) de Skinner
- G. l. couperi Grote, 1873 – blava argentada de Couper
- G. l. deserticola (Austin & J. Emmel, 1998) – blava argentada de Mojave
- G. l. incognitus Tilden, 1974 – blava argentada de Behr
- G. l. jacki Stallings & Turner, 1947 – blava (argentada) de Jack
- G. l. lygdamus (Edward Doubleday, 1841) – blava argentada (georgiana)
- G. l. mildredae F. Chermock, 1944 – blava argentada de Mildred
- G. l. minipunctum (Austin, 1998) – blava argentada amb minitaques
- G. l. nittanyensis (F. Chermock, 1944) – blava argentada dels Apalatxes
- G. l. oro Scudder, 1876 – blava daurada (argentada)
- G. l. palosverdesensis (E. Perkins & J. Emmel, 1977) – blava de Palos Verdes
- G. l. pseudoxerces (Emmel & Emmel, 1998) – fals xerces blau (argentat)
- G. l. sabulosa (Emmel, Emmel & Mattoon, 1998) – blava platejada de duna de sorra
- †G. l. xerces (Boisduval, 1852) – xerces blau (extingit)

## Espècies visualment semblants
- Papallona blava amb cua oriental (Cupido comyntas) té petites "cues" a les ales posteriors
- Papallona blava amb cua occidental (Cupido amyntula) té petites "cues" a les ales posteriors
- Arrowhead blue (Glaucopsyche piasus)
- Papallona sedosa grisa del nord (Aricia saepiolus) té dues fileres de petites taques negres a la part inferior de les dues ales[2]
- Papallona blava de Boisduval (Aricia icarioides) té dues fileres de petites taques negres a la part inferior de les dues ales[2]